# Bundesstraße 525
Die Bundesstraße 525 (Abkürzung: B 525) ist eine deutsche Bundesstraße in Nordrhein-Westfalen.

## Verlauf
Die Bundesstraße 525 geht südlich von Südlohn aus der neuen Führung der B 70, die hier ihre alte Strecke erreicht, hervor und führt durch das Westmünsterland über Gescher, Coesfeld, und Nottuln zur Autobahn A 43.
Der Abschnitt zwischen der deutsch-niederländischen Grenze in Südlohn-Oeding und der neuen Führung der B 70 ist keine Bundes-, sondern eine Landesstraße (L 558). Hinter der Grenze  führt die Straße als N 319 nach Winterswijk und weiter durch die Provinz Gelderland. Im Osten führt die Straße weiter als L844 nach Appelhülsen und Senden und bindet dadurch die B235 nach Dortmund an.

## Geschichte/Weiteres
Die B 525 wurde in der Mitte der 1970er Jahre eingerichtet. Dabei wurde sie zunächst irrtümlich als B 523 bezeichnet. Die Korrektur erfolgte im Jahre 1977. Auf dem Teilstück von Gescher bis Nottuln ist die B 525 identisch mit der sehr viel älteren B 67. Das rund 14 km lange Teilstück zwischen der B 70 und der Anschlussstelle Gescher/Coesfeld wurde neu gebaut. Im ersten Viertel des 19. Jahrhunderts wurde die Trasse der späteren B 67 ausgebaut und ersetzte eine ältere Fernhandelsstraße, die vom Münsterland in die Niederlande führte. In Darup ersetzte sie zugleich den alten Postweg, dessen beeindruckendes Teilstück sich als denkmalgeschützter Hohlweg am Daruper Berg befindet. Es liegt unterhalb der Daruper Wallfahrtskapelle und lockt viele Spaziergänger sowie Pilger an.
Die B 67 führt weiter südlich und in etwa parallel zur B 525 ab Borken auf geänderter Trasse bis nördlich von Reken. Ein Weiterbau der B 67 zur A 43, Anschlussstelle Dülmen-Nord ist geplant.

## Umgehungsstraßen
Am 22. September 2009 wurde die Ortsumgehung Darup für den Verkehr freigegeben. Diese 3,3 Kilometer Straße haben 6,5 Millionen Euro gekostet. Die Voruntersuchungen für diesen Neubau hatten schon 1994 begonnen. Die Planungen endeten mit dem Planfeststellungsbeschluss vom 30. Dezember 2005; am 31. Mai 2007 war mit den Arbeiten begonnen worden.
Vorarbeiten für die Ortsumgehung Nottuln hatten im Februar 2013 begonnen, im März folgten dann erste Brückenarbeiten. Die neue ca. 4,9 Kilometer lange Umgehungsstraße wurde im Mai 2018 freigegeben. Für die Ortsumgehung Nottuln wurden Kosten von 21,54 Millionen Euro aus Bundesmitteln ausgegeben.